# Interstate 22
Pour les articles homonymes, voir I22 et Route 22.
L'Interstate 22 (I-22) est une autoroute inter-États d'une longueur de 325,9 kilomètres (202,5 milles) située dans les États de l'Alabama et du Mississippi, aux États-Unis. Elle sert de lien autoroutier entre Memphis au Tennessee à Birmingham en Alabama.
Plus précisément, elle relie l'Interstate 269 (soit une voie de contournement de Memphis et de ses banlieues) à Byhalia au Mississippi et l'Interstate 65 près de Birmingham en Alabama.
L'I-22 est désignée pour la première fois en 2012, bien que l'installation de l'entièreté de la signalisation la désignant n'est complétée qu'en 2015. Son trajet est concurrent avec celui de la U.S. Route 78 sur toute sa longueur. Le réaménagement de la route en autoroute vient pallier un manque dans le réseau des autoroutes inter-États. Effectivement, elle simplifie et accélère le trajet entre les villes situées au sud-est du pays et les villes plus centrales, telles que Memphis. Mis à part ses extrémités situées en périphérie de grandes zones urbaines, l'essentiel du parcours de l'I-22 est situé en milieu rural.

## Description du tracé

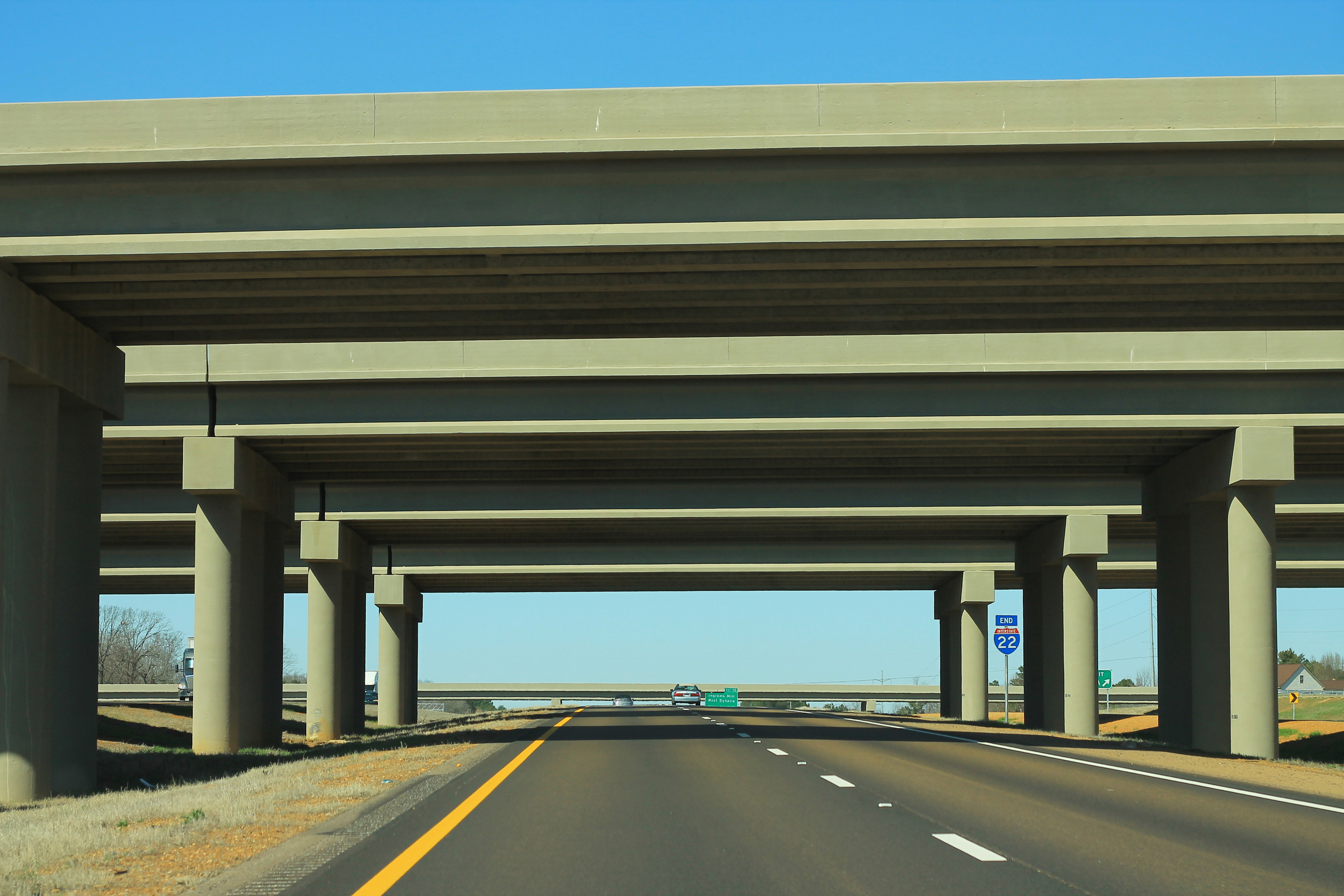
Terminus ouest à l'I-269 à Byhalia, MS

L'I-22 sert de lien entre les banlieues au sud de Memphis et la ville de Birmingham. Elle permet de combler un "trou" dans le système des autoroutes inter-États. Elle commence à un échangeur avec l'I-269 à Byhalia, Mississippi, environ 25 miles (40 km) du centre-ville de Memphis. Elle se dirige vers le sud-est à travers le Mississippi et l'Alabama. Elle se termine à un échangeur avec l'I-65, environ 5 miles (8 km) au nord du centre-ville de Birmingham.

### Mississippi
L'I-22 débute à un échangeur avec l'I-269 à Byhalia dans le nord-ouest du Mississippi et traverse des zones rurales de l'État traversant les villes de Holly Springs, New Albany, Tupelo et Fulton. Elle quitte ensuite le Mississippi pour entrer dans l'État de l'Alabama.

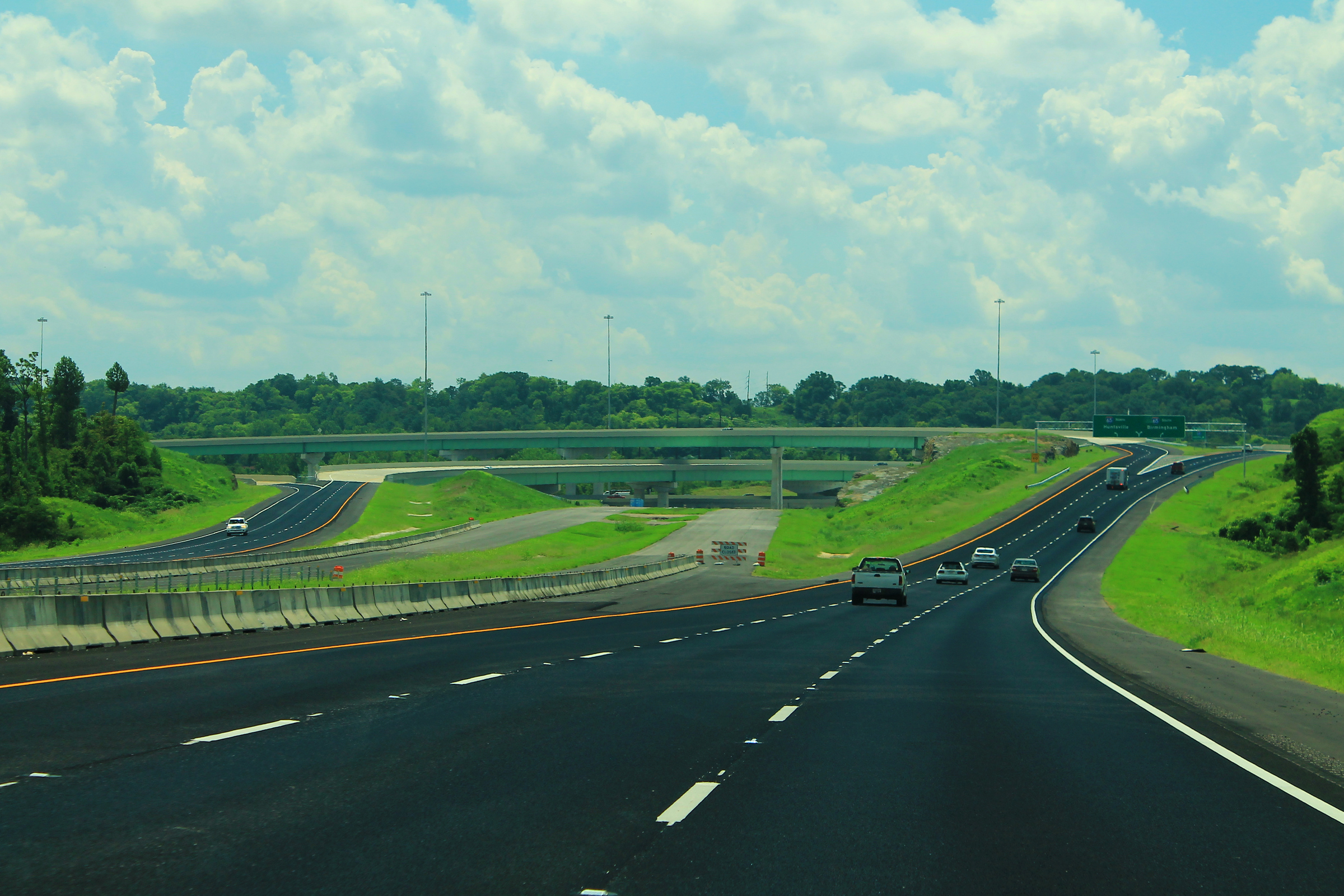
Terminus est de l'I-65 à Birmingham, AL

### Alabama
L'I-22 entre en Alabama par des zones rurales au nord-ouest de l'État. Elle relie les villes de Hamilton, Winfield et Jasper avant de se terminer à un échangeur avec l'I-65, à environ 5 miles (8 km) au nord du centre-ville de Birmingham. 

## Liste des sorties

### Mississippi
| Interstate 22           |               |        |        |        |                                                   |                                                                                     |
| Comté                   | Municipalité  | mi     | km     | Sortie | Intersections / Destinations                      | Notes                                                                               |
| DeSoto                  | Byhalia       | 0,00   | 0,00   | —      | US 78 ouest – Memphis                             | Continue comme US 78; fin du multiplex avec US 78                                   |
| DeSoto                  | Byhalia       | 0,00   | 0,00   | 12     | I-269 / MS 304 (en) – Tunica, Collierville        | Sortie 16 de l'I-269                                                                |
| Marshall                | Byhalia       | 2,40   | 3,90   | 14     | MS 309 (en) – Byhalia                             |                                                                                     |
| Marshall                |               | 6,60   | 10,60  | 18     | Victoria, East Byhalia                            |                                                                                     |
| Marshall                |               | 9,80   | 15,80  | 21     | Red Banks                                         |                                                                                     |
| Marshall                | Holly Springs | 14,40  | 23,20  | 26     | West Holly Springs, Ashland                       |                                                                                     |
| Marshall                | Holly Springs | 18,50  | 29,80  | 30     | MS 4 (en) / MS 7 (en) – Holly Springs, Oxford     |                                                                                     |
| Marshall                |               | 25,50  | 41,00  | 37     | Lake Center                                       |                                                                                     |
| Marshall                | Potts Camp    | 29,60  | 47,60  | 41     | Bypass Street vers MS 349 (en) – Potts Camp       |                                                                                     |
| Benton                  | Hickory Flat  | 36,40  | 58,60  | 48     | MS 178 (en) – Hickory Flat                        |                                                                                     |
| Union                   | Myrtle        | 42,90  | 69,00  | 55     | Myrtle                                            |                                                                                     |
| Union                   | New Albany    | 48,60  | 78,20  | 60     | Glenfield                                         |                                                                                     |
| Union                   | New Albany    | 49,60  | 79,80  | 61     | MS 30 (en) ouest – West New Albany, Oxford        | Terminus ouest du multiplex avec MS 30                                              |
| Union                   | New Albany    | 51,00  | 82,10  | 63     | Centre-ville de New Albany                        |                                                                                     |
| Union                   | New Albany    | 52,00  | 83,70  | 64     | MS 15 (en) / MS 30 (en) est – Pontotoc, Ripley    | Terminus est du multiplex avec MS 30                                                |
| Union                   | New Albany    | 61,20  | 98,50  | 73     | MS 9 (en) nord – Blue Springs                     | Terminus ouest du multiplex avec MS 9; indiqué sortie 73A et 73B en direction ouest |
| Pontotoc                | Sherman       | 64,80  | 104,30 | 76     | MS 9 (en) sud – Sherman, Pontotoc                 | Terminus est du multiplex avec MS 9                                                 |
| Lee                     | Tupelo        | 69,00  | 111,00 | 81     | MS 178 (en) (McCullough Boulevard) – Tupelo       |                                                                                     |
| Lee                     | Tupelo        | 70,30  | 113,10 | 82     | Coley Road / Barnes Crossing Road                 |                                                                                     |
| Lee                     | Tupelo        | 72,90  | 117,30 | 85     | Natchez Trace Parkway                             |                                                                                     |
| Lee                     | Tupelo        | 74,30  | 119,60 | 86     | US 45 – Tupelo, Corinth                           | Indiqué sortie 86A (sud) et 86B (nord)                                              |
| Lee                     | Tupelo        | 75,80  | 122,00 | 87     | Veterans Boulevard                                |                                                                                     |
| Lee                     |               | 78,10  | 125,70 | 90     | Auburn Road                                       |                                                                                     |
| Lee                     |               | 82,20  | 132,30 | 94     | MS 371 (en) – Mantachie, Mooreville               |                                                                                     |
| Itawamba                |               | 85,30  | 137,30 | 97     | Fawn Grove Drive – Dorsey                         |                                                                                     |
| Itawamba                |               | 88,80  | 142,90 | 101    | MS 178 (en) / MS 363 (en) – Peppertown, Mantachie |                                                                                     |
| Itawamba                | Fulton        | 92,90  | 149,50 | 104    | MS 25 (en) sud – Fulton, Amory                    | Terminus ouest du multiplex avec MS 25                                              |
| Itawamba                |               | 96,60  | 155,50 | 108    | MS 25 (en) nord – Belmont, Iuka                   | Terminus est du multiplex avec MS 25                                                |
| Itawamba                | Tremont       | 101,40 | 163,20 | 113    | MS 23 (en) – Tremont, Smithville                  |                                                                                     |
| Itawamba                |               | 106,00 | 170,60 |        | I-22 est – Birmingham                             | Continue en Alabama                                                                 |
| - Terminus de multiplex |               |        |        |        |                                                   |                                                                                     |

### Alabama
| Interstate 22                        |                |       |        |        |                                                                        |                                                              |
| Comté                                | Municipalité   | mi    | km     | Sortie | Intersections / Destinations                                           | Notes                                                        |
| Marion                               |                | 0,00  | 0,00   |        | I-22 est – Tupelo                                                      | Continue au Mississippi                                      |
| Marion                               |                | 3,93  | 6,32   | 3      | CR33 / SR 4 (en) – Bexar                                               | Terminus ouest du multiplex avec SR 4                        |
| Marion                               | Hamilton       | 7,80  | 12,55  | 7      | CR94 vers SR 74 (en) – Weston, Hamilton                                | Donne accès à US 278 est et SR 19                            |
| Marion                               | Hamilton       | 11,45 | 18,43  | 11     | SR 17 (en) – Hamilton, Sulligent, York, Butler, Mobile                 |                                                              |
| Marion                               | Hamilton       | 14,46 | 23,27  | 14     | CR35 – Hamilton                                                        |                                                              |
| Marion                               | Hamilton       | 16,91 | 27,21  | 16     | US 43 / US 278 / SR 171 (en) – Hamilton, Guin                          |                                                              |
| Marion                               |                | 22,52 | 36,24  | 22     | CR45                                                                   |                                                              |
| Marion                               |                | 26,24 | 42,23  | 26     | SR 44 (en) – Brilliant, Guin                                           |                                                              |
| Marion                               | Winfield       | 29,92 | 48,15  | 30     | SR 129 (en) – Brilliant, Winfield                                      |                                                              |
| Marion                               |                | 34,38 | 55,33  | 34     | SR 233 (en) – Glen Allen, Natural Bridge                               |                                                              |
| Walker                               |                | 39,62 | 63,76  | 39     | SR 13 (en) – Natural Bridge, Eldridge                                  |                                                              |
| Walker                               | Carbon Hill    | 46,87 | 75,43  | 46     | CR11 – Carbon Hill, Nauvoo                                             |                                                              |
| Walker                               |                | 51,83 | 83,41  | 52     | SR 118 (en) – Carbon Hill                                              |                                                              |
| Walker                               |                | 53,47 | 86,05  | 53     |                                                                        | Sortie non indiquée                                          |
| Walker                               | Jasper         | 57,40 | 92,38  | 57     | SR 118 (en) est – Jasper                                               |                                                              |
| Walker                               | Jasper         | 60,54 | 97,43  | 61     | SR 69 (en) – Jasper, Tuscaloosa                                        |                                                              |
| Walker                               | Jasper         | 62,75 | 100,99 | 63     | SR 269 (en) est – Jasper, Parrish                                      |                                                              |
| Walker                               | Jasper         | 65,26 | 105,03 | 65     | Industrial Parkway – Jasper                                            |                                                              |
| Walker                               |                | 70,03 | 112,70 | 70     | CR22 – Cordova, Parrish                                                |                                                              |
| Walker                               |                | 71,99 | 115,86 | 72     | CR61 – Cordova                                                         |                                                              |
| Walker                               |                | 78,36 | 126,11 | 78     | CR81 – Dora, Sumiton                                                   |                                                              |
| Jefferson                            | West Jefferson | 80,75 | 129,95 | 81     | CR45 – West Jefferson                                                  |                                                              |
| Jefferson                            | Graysville     | 85,24 | 137,18 | 85     | US 78 est / SR 4 (en) / SR 5 (en) – Birmingham, Adamsville, Graysville | Terminus est du multiplex avec US 78 / SR 4                  |
| Jefferson                            | Graysville     |       |        | 86     | I-222 nord vers I-422                                                  | Échangeur proposé; terminus sud proposé pour la future I-222 |
| Jefferson                            | Graysville     | 87,26 | 140,43 | 87     | CR112 – Graysville                                                     |                                                              |
| Jefferson                            | Forestdale     | 88,99 | 143,22 | 89     | CR65 (Hillcrest Road) – Adamsville, Graysville                         |                                                              |
| Jefferson                            | Forestdale     | 91,75 | 147,66 | 91     | CR105 (Cherry Avenue) – Brookside, Forestdale                          |                                                              |
| Jefferson                            | Birmingham     | 93,60 | 150,63 | 93     | CR77 – Coalburg                                                        |                                                              |
| Jefferson                            | Birmingham     | 96,48 | 155,27 | 95     | I-65 est – Birmingham, Huntsville, Montgomery, Mobile                  |                                                              |
| Jefferson                            | Birmingham     |       |        | 95C    | US 31 – Montgomery, Decatur                                            | En construction; futur terminus est                          |
| - Terminus de multiplex - Non-ouvert |                |       |        |        |                                                                        |                                                              |